# Chinshwehaw
Chinshwehaw é uma cidade do estado de Shan, no Myanmar (Birmânia).